# ساشا بانكس
 مرسيدس كايستنر  (بالإنجليزية: Sasha Banks)‏ ولدت في 26 يناير، 1992 مصارعة محترفة حاليا لمنظمة AEW تحت أسم  مرسيدس موني وهي بطلة النساء للمرة الثالثة علي التوالي في عرض NXT وتصارع في عرض داينمايت لليلة الاربعاء وهي ابنة عم المغني الشهير سنوب دوغ

## النشأة
وُلدت ساشا بانكس أو مرسيدس جوستين كايستنر فارنادو في فيرفيلد، كاليفورنيا، وانتقلت بعد ذلك إلى أماكن مختلفة، بما في ذلك مينيسوتا، للعثور على المدارس والمستشفيات لأخيها المعاق. استقرت عائلتها في بوسطن، ماساتشوستس، حيث بدأت حياتها المهنية في المصارعة.ذهبت إلى المدرسة عبر الإنترنت ونشأت وهي تشاهد All Japan Women's Pro-Wrestling (AJW). هي من أصل أفريقي أمريكي وأوروبي وقد كان الراحل ايدي جاريرو مصارعها المفضل في طفولتها ومثلها الاعلي في مسيرتها.

## بدء المصارعة
المصارعة الفوضى (2010-2012)
بدأت كايستنر التدريب في المصارعة الفوضى، ومقرها في برن، ماساتشوستس، في عام 2008. وقالت إنها قدمت لها في حلقة لأول مرة، تحت اسم عصابة مرسيدس، في 1 أكتوبر، 2010 في مباراة فريق بطاقة اينرجيندر، حيث تعاونت مع نيكي روكس في جهد خاسرة إلى اليكسا وداني شكلت بسرعة تحالف، انظم معا بانتظام والمرافق بعضها البعض لالصف الأول في الحلبة. في 22 أكتوبر، فقدت مرسيدس ظهورها لأول مرة الفردي مباراة لداني وخسر مباراة له في نوفمبر 13.

## روابط خارجية
- ساشا بانكس على موقع IMDb (الإنجليزية)
- ساشا بانكس على موقع روتن توميتوز (الإنجليزية)
- ساشا بانكس على موقع قاعدة بيانات الفيلم (الإنجليزية)
- ساشا بانكس على موقع دبليو دبليو إي (الإنجليزية)
- ساشا بانكس على موقع WrestlingData.com (الإنجليزية)
- ساشا بانكس على موقع CageMatch worker (الإنجليزية)
- ساشا بانكس على موقع قاعدة بيانات المصارعة على الإنترنت (الإنجليزية)
- ساشا بانكس على موقع عالم المصارعة على الإنترنت (الإنجليزية)